# Eubaphe
Eubaphe is een geslacht van vlinders uit de familie van de spanners (Geometridae). De wetenschappelijke naam van het geslacht is voor het eerst geldig gepubliceerd in 1823 door Jacob Hübner.
Deze vlinders komen voor in Amerika. Meer dan de helft van de gekende soorten zijn aangetroffen in Midden-Amerika. Hübner beschreef als eerste soort Eubaphe lobula uit Brazilië.

## Soorten[2][3]
- Eubaphe aeetes (Schaus, 1889) (orig.: Leptidule aeetes)
- Eubaphe bada (Druce, 1890) (orig.: Eudule bada)
- Eubaphe conformis (Walker, 1854) (orig.: Ameria conformis)
- Eubaphe cupraria (Walker, 1854) (orig.: Crocota cupraria)
- Eubaphe daxata (Druce, 1894) (orig.: Eudule daxata)
- Eubaphe deceptata Fletcher, 1954
- Eubaphe eulathes (Dyar, 1920) (orig.: Eudule eulathes)
- Eubaphe fieldi Fletcher, 1954
- Eubaphe helveta (Barnes & McDunnough, 1907) (orig.: Eudule helveta)
- Eubaphe hesperina (Burmeister, 1878) (orig.: Eudule hesperina)
- Eubaphe integra (Walker, 1866) (orig.: Ameria integra)
- Eubaphe lineata (Druce, 1885) (orig.: Eudule lineata)
- Eubaphe lobula Hübner, 1823
- Eubaphe medea (Druce, 1885) (orig.: Leptidule medea)
- Eubaphe mendica (Walker, 1854) (orig.: Nudaria mendica)
- Eubaphe meridiana (Slosson, 1889) (orig.: Euphanessa meridiana)
- Eubaphe orfilai Fletcher, 1954
- Eubaphe pauper (Schaus, 1889) (orig.: Euphanessa pauper)
- Eubaphe pumilata Fletcher, 1954
- Eubaphe rhotana (Druce, 1894) (orig.: Eudule rhotana)
- Eubaphe rotundata (Cassino & Swett, 1922) (orig.: Eudule rotundata)
- Eubaphe tripunctata (Druce, 1885) (orig.: Eudule tripunctata)
- Eubaphe tritonia (Druce, 1885) (orig.: Eudule tritonia)
- Eubaphe unicolor (Robinson, 1869) (orig.: Euphanessa unicolor)
- Eubaphe weyenberghii (Snellen, 1878) (orig.: Eudule weyenberghii)

Euphanessa, Leptidule en Ameria zijn synoniemen van Eubaphe.